# KBS Life
KBS Life (korejsky KBS 라이프) je jihokorejská kabelová televizní stanice, která se zaměřuje na korejskou kulturu, osobnosti a dokumenty. Je provozována společností KBS N, která je přidružená ke společnosti KBS. Vysílání bylo zahájeno 31. října 2006.

## Název
| název      | používané         | používané       |
| název      | od                | do              |
| ---------- | ----------------- | --------------- |
| KBS Korea  | 12. září 2005     | 31. října 2006  |
| KBS Prime  | 1. listopadu 2006 | 7. března 2015  |
| KBS N Life | 8. března 2015    | 31. března 2021 |
| KBS Life   | 1. dubna 2021     | dosud           |

## Logo
| logo | používané | používané |
| logo | od        | do        |
| ---- | --------- | --------- |
|      | 2002      | 2006      |
|      | 2006      | 2012      |
|      | 2012      | 2015      |
|      | 2015      | 2016      |
|      | 2016      | 2021      |
|      | 2021      | dosud     |

## Slogan
- Volba vůdce (KBS Prime)
- Společně šťastní (KBS Prime)
- Kanál svobodných umění (KBS Life)
- Vždy po vašem boku (současné, KBS Life)

### Sesterské kanály
- KBS Drama
- KBS Joy
- KBS Story
- KBS Kids
- KBS N Sports

### Kanály se stejným zaměřením
- Arirang TV